# Tramway sur pneumatiques

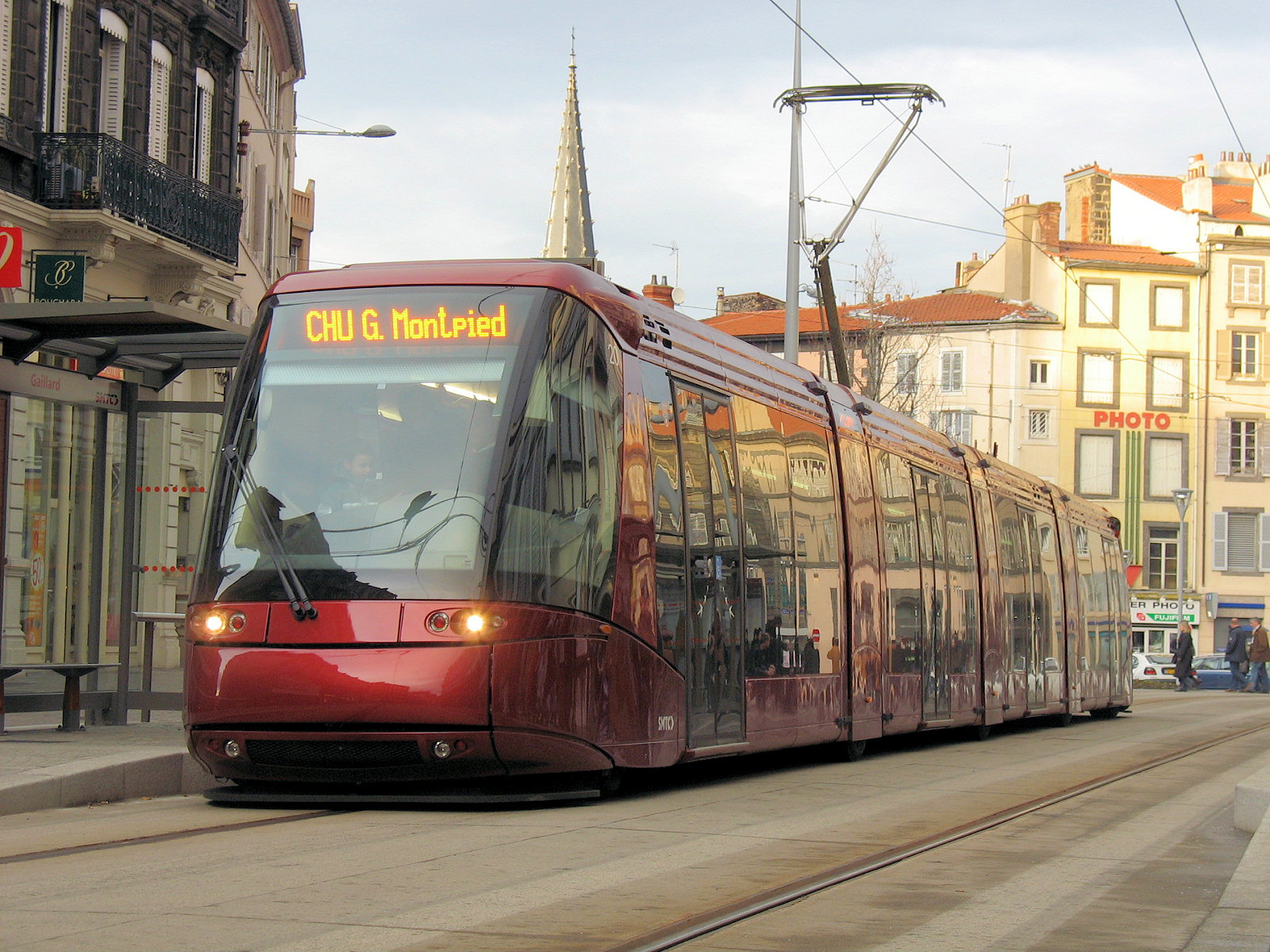
Tramway sur pneumatiques nach dem System Translohr in Clermont-Ferrand

Tramway sur pneumatiques oder kurz Tramway sur pneus ist die französische Bezeichnung für ein Nahverkehrssystem, das sich als ein Zwitter aus Straßenbahn und Oberleitungsbus beschreiben lässt. Die deutsche Entsprechung lautet Straßenbahn auf Luftreifen oder luftbereifte Straßenbahn, in der Schweiz spricht man von einem Pneu-Tram. Jedoch ist im deutschen Sprachraum ein solches System weder existent noch im Bau oder geplant. Tramways sur pneus gibt es bisher in Frankreich, Italien, der Volksrepublik China und Kolumbien.

## Charakteristik
Der Tramway sur pneumatiques ist ein ganz (System Translohr) oder überwiegend (System TVR) mittels einer mittig in der Fahrbahn eingelassenen Leit- oder Führungsschiene spurgeführtes Verkehrssystem analog zum Spurbus.
Stark an klassische Oberleitungsbussysteme erinnerte der Tramway de Nancy (TVR). Die Stromzufuhr erfolgte über zwei Stangenstromabnehmer, um die Kompatibilität mit dem bisherigen Oberleitungsbusnetz zu gewährleisten und das Fahren ohne Leitschiene und Dieselhilfsantrieb auf den Außenstrecken zu ermöglichen. Spurführung fand nur im Innenstadtbereich statt, vor den beiden Endabschnitten der einzigen Linie endete sie. Bis zu den Endhaltestellen fuhren die Fahrzeuge auf etwa 40 Prozent der Gesamtstrecke ohne Spurführung wie Oberleitungsbusse durch den Fahrer gesteuert im Straßenraum.
Durch seine abweichende Art der Stromzufuhr erinnerte der Tramway de Caen (ebenfalls TVR) etwas stärker an eine klassische Straßenbahn. Die Stromzufuhr erfolgte wie bei modernen Straßenbahnen mittels Einholmstromabnehmern, seine Rückführung geschah über die Führungsschiene. Die beiden Linien des Systems waren vollständig mit der Spurführung versehen, lediglich die Fahrten von und zum Depot fanden frei gelenkt im Straßenraum statt.
Noch enger mit der herkömmlichen Straßenbahn verwandt ist das System Translohr, von dem derzeit acht Anlagen existieren. Aufgrund der Art der Spurführung können die Translohr-Fahrzeuge nur mittels Leitschiene verkehren. In Abweichung zum TVR-System sind sie bidirektional und mehrfachtraktionsfähig.

## Geschichte

### O-Bahn
Als Vorgänger des Tramway sur pneus lässt sich die Ende der 1970er Jahre konzipierte O-Bahn von Daimler-Benz bezeichnen. Hierbei wurden die Fahrzeuge mittels seitlich an der Fahrbahn befindlicher Spurführungsbalken zwangsgeführt. Es handelte sich um ein Baukastensystem, das in der Grundversion dieselbetrieben war und bei Bedarf mittels ein- oder zweipoliger Oberleitung elektrifiziert werden konnte.

### GLT
Der Vorgänger GLT (Guided Light Transport) des Systems TVR wurde 1985 vom belgischen Unternehmen BN (La Brugeoise et Nivelles) vorgestellt, das 1988 in Bombardier aufging. Er verkehrte gelegentlich im Touristenverkehr auf einer stillgelegten Teilstrecke der NMBS/SNCB zwischen Han-sur-Lesse und Jemelle in den Ardennen. Im Bereich dieser Trasse bewegten sich die Fahrzeuge im spurgeführten Modus auf zwei Betonspuren entlang einer mittigen Vignolschiene, die neben der Spurführung auch für die Rückführung des Fahrstroms sorgte. Die Stromentnahme (600 Volt Gleichstrom) erfolgte mittels Dachstromabnehmer aus einem Fahrdraht. Auf einem Teilstück der 6 Kilometer langen Strecke zur Endstelle in Han-sur-Lesse verkehrten die bimodalen Fahrzeuge mit dieselelektrischem Antrieb im Straßenraum.
Der von 1987 bis Ende 1990 laufende Probebetrieb sollte der Entwicklung eines Zwitters aus Bus und Straßenbahn dienen, der mit um 40 Prozent (erwarteter) niedrigerer Kosten im Vergleich zu letzterer für mittelgroße Städte interessant wäre. Es wurden zwei Fahrzeuge gebaut, ein 18,30 Meter langer Gelenkbus und ein 25,30 Meter langer Doppelgelenkbus.

## TVR

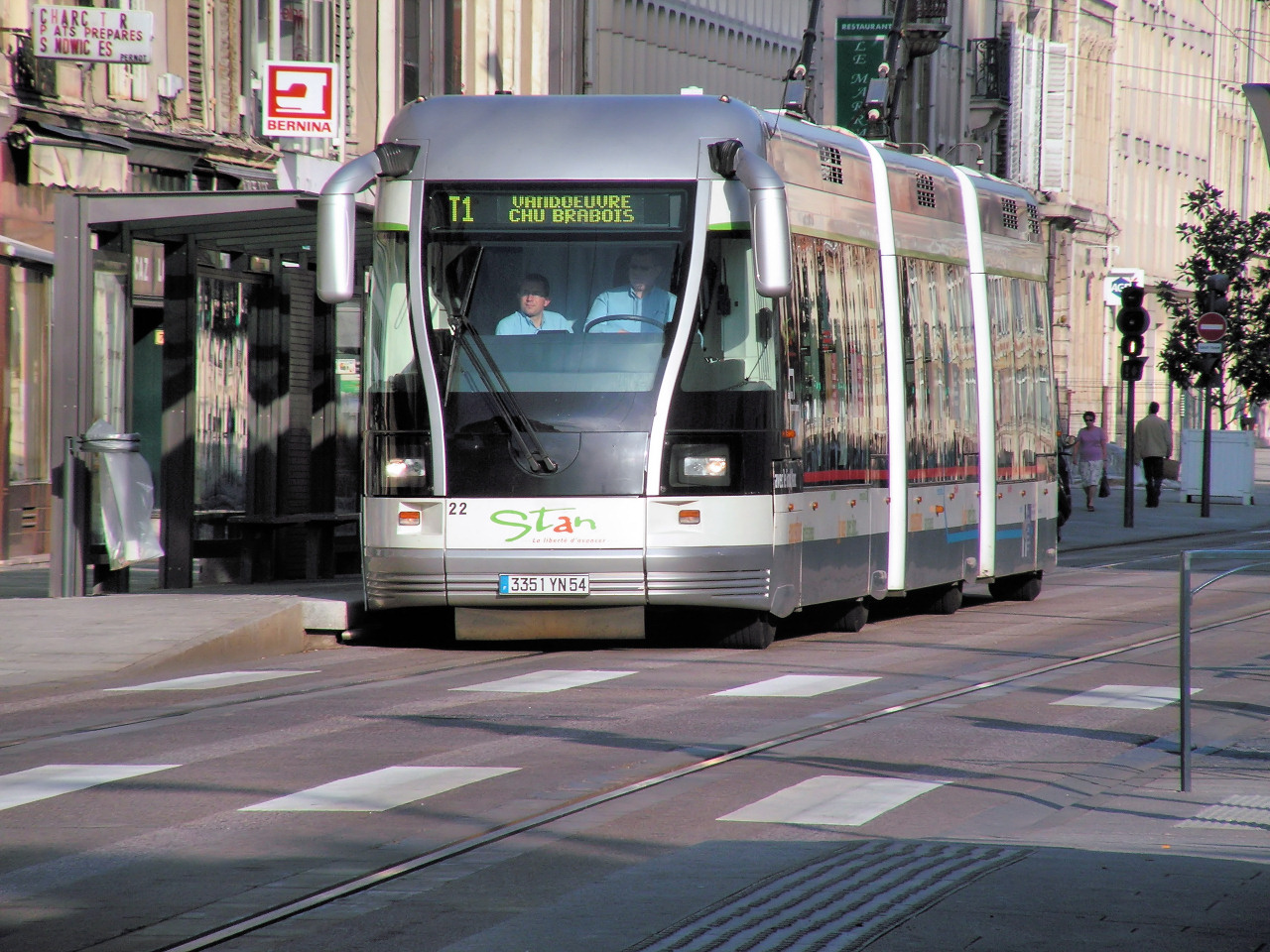
TVR mit Spurführung in Nancy

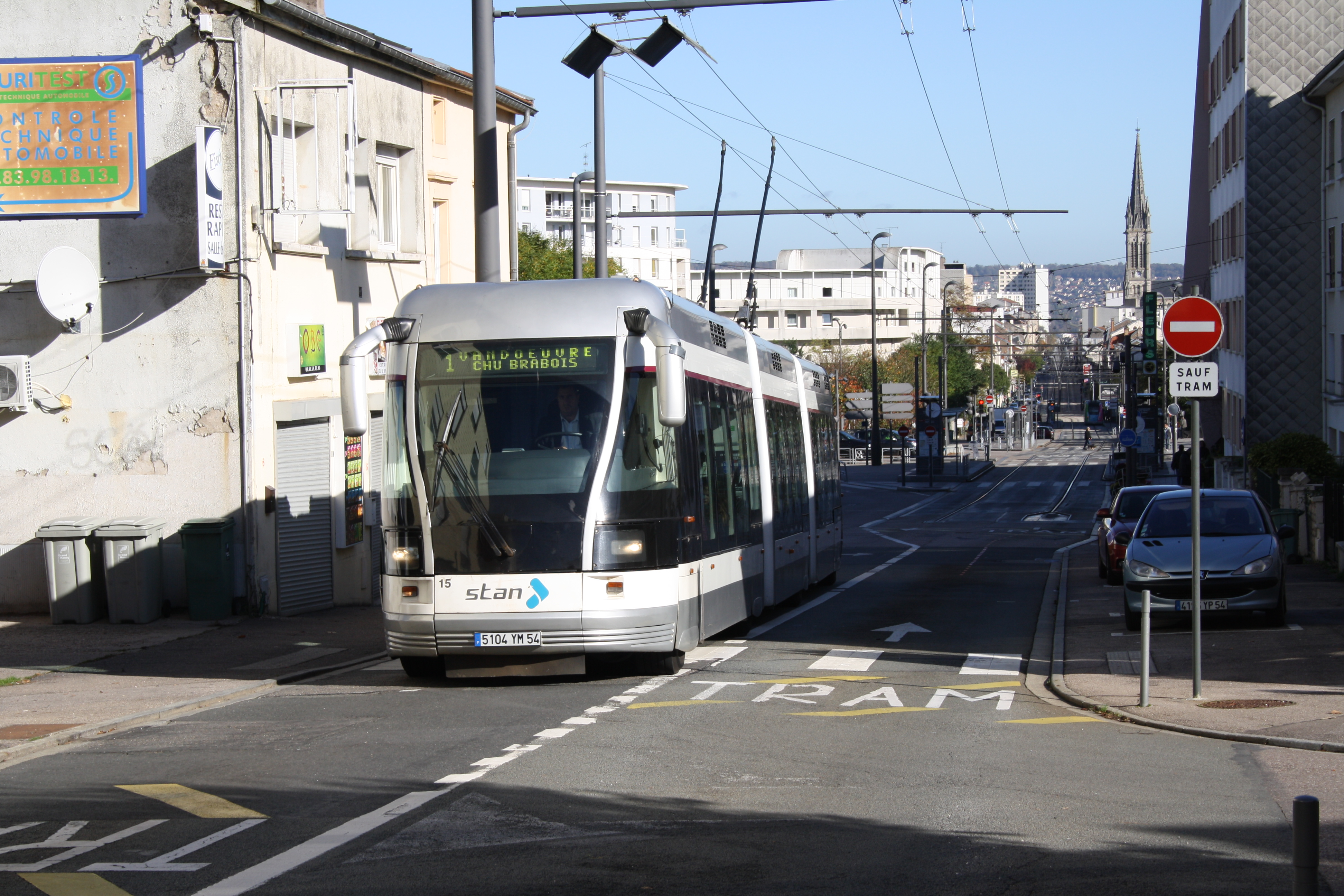
TVR Nancy ohne Spurführung am Fuß der Steilstrecke in Vandœuvre, im Hintergrund der Beginn der Leitschiene

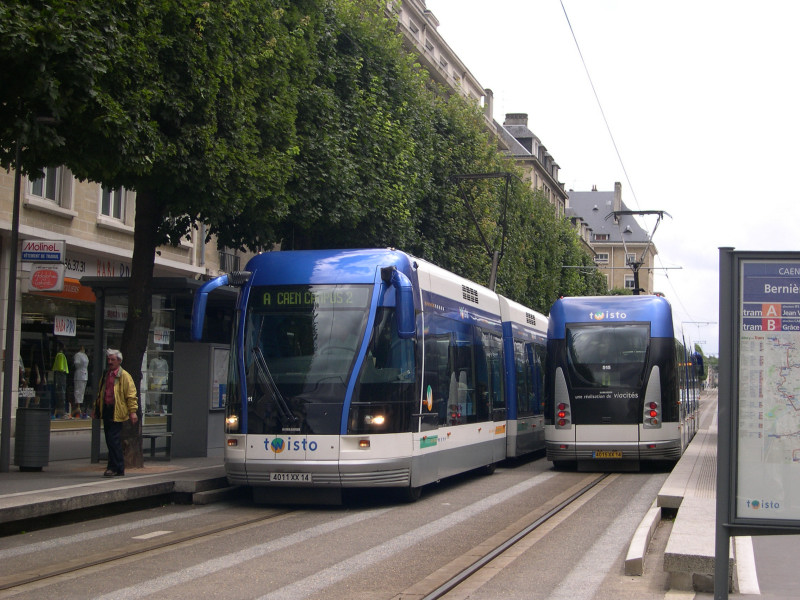
Front- und Heckansicht des TVR in Caen

Das System TVR (Transport sur voie réservée) wurde als Nachfolger des GLT von Bombardier entwickelt. TVR ist ein eingetragenes Warenzeichen von ANF Industries, einer französischen Filiale von Bombardier. Bombardier wies in einer Stellungnahme vom 20. Juni 2007 darauf hin, dass es das Akronym TVR nach dem Aufkauf von ANF im Jahr 1988 für sein System nicht mehr als geschützt betrachte.
Wie der GLT kann der TVR längs einer mittig im Fahrweg angebrachten Führungsschiene spurgeführt werden, auch kann er mittels eines Hilfsantriebs unabhängig von der externen Stromzuführung durch den Fahrer gelenkt im Straßenraum verkehren. Die Spurführung erfolgt durch zwei hintereinander angeordnete Führungsrollen je Fahrzeugachse, sämtliche Achsen sind lenkbar.
Das System existierte – der TVR Caen wurde 2017, der TVR Nancy 2023 eingestellt – lediglich in diesen beiden französischen Städten. In beiden Städten wurden die Strecken und Fahrzeuge als „tramway“ (Straßenbahn) bezeichnet, diese Namensgebung ist jedoch populärer Natur und wird in der Fachwelt nur selten verwendet.
Die Betreiber Service de transport de l'agglomération nancéienne in Nancy und Compagnie des Transports de l'Agglomération Caennaise in Caen verwendeten weitgehend gleichartige Fahrzeuge von Bombardier. Es handelte sich um 24,50 Meter lange und 2,50 Meter breite dreiteilige Einrichtungsfahrzeuge mit Doppelgelenken. Sie wurden von Asynchronmotoren mit einer Leistung von 300 kW von Alstom angetrieben, der Hilfsdieselmotor für autonome Fahrten leistete maximal 200 kW. Bei einer Höchstgeschwindigkeit von 70 km/h konnten 40 Fahrgäste auf Sitzplätzen und bis zu 138 stehend befördert werden.
Während die Fahrzeuge in Caen analog zum GLT den Strom über Einholmstromabnehmer erhielten und durch die Leitschiene abführten, wurden die Fahrzeuge in Nancy über zwei Stangenstromabnehmer versorgt. Wie der GLT verkehrten letztere teilweise durch den Fahrer gelenkt im Fahrgastbetrieb im Straßenraum, was in Caen nur bei den Fahrten von und zum Depot vorkam.

### Kritik
Die beim GLT erwarteten Kostenminderungen von 40 Prozent gegenüber einem konventionellen Straßenbahnsystem erwiesen sich beim TVR als nicht realistisch. In Nancy, wo im Jahr 2000 als weltweit erster Stadt ein „Tramway sur pneus“ in Betrieb genommen wurde, kam es wiederholt zu Schwierigkeiten, die letztlich zu einer einjährigen Unterbrechung des Linienverkehrs führten. Bei Entgleisungen in engen Bögen gab es sogar Verletzte.
Nachteile des Systems sind:
- Die Führungsschienen und -rollen werden stark beansprucht. Sie sind hohem Verschleiß unterworfen und zeigen rasch Abnutzungserscheinungen.
- Der hohe Druck der Führungsrollen auf die Leitschiene vermindert umgekehrt die Reibung der Gummireifen auf der nassen Fahrbahn, was zu Haftungsproblemen führt. Aus diesem Grund wurde in Nancy vom Bau einer Fortsetzungsstrecke über eine 13-prozentige Steigung nach Brabois abgesehen. Gerade diese Steigung aber war ein Argument für das TVR-System und gegen den Bau einer herkömmlichen Straßenbahn gewesen.
- Der Druck der Führungsrollen reicht jedoch nicht aus, um bei höheren Geschwindigkeiten in Bögen ein Entgleisen der ersten Führungsrolle zu verhindern. Deshalb verkehren die Fahrzeuge vor und in Bögen teilweise nur mit Schrittgeschwindigkeit.
- Ein in den Spurrillen der Führungsschiene befindliches Objekt (Bolzen, Kieselstein etc.) kann zum Entgleisen des Fahrzeugs führen.
- Da alle Räder angelenkt werden und somit der gleichen Spur folgen, wird der Fahrweg von den 26,9 Tonnen (Leermasse) schweren Fahrzeugen stark beansprucht. Im Straßenraum wird die Bildung von Spurrillen begünstigt.
- Beim Bau der Strecke sind in etwa die gleichen Infrastrukturmaßnahmen (beispielsweise Verlegung von Kanälen, Aufstellen von Fahrleitungsmasten) erforderlich wie bei der Straßenbahn, die Kostenersparnis ist gering.
- Die projektierte Lebensdauer der Fahrzeuge ist kürzer als die von Straßenbahnwagen.

Die Stadt Caen entschied am 14. Dezember 2011, ihr System in ein konventionelles Straßenbahnnetz umzubauen, da Bombardier zuvor ankündigte, das Konzept TVR nicht weiter zu verfolgen. Das TVR-System wurde am 31. Dezember 2017 stillgelegt. Die neue Straßenbahn Caen ging am 27. Juli 2019 in Betrieb. 
Im Februar 2017 beschloss auch der Stadtrat von Nancy, diesem Beispiel zu folgen und die Tramway sur pneumatiques im Jahr 2022 durch eine Straßenbahn zu ersetzen. Hauptgrund war der zu erwartende Mangel an Ersatzteilen für die Fahrzeuge des Typs TVR. Diese Entscheidung wurde später jedoch abgeändert und stattdessen Doppelgelenk-Oberleitungsbusse beschafft. Die Einstellung des Betriebs erfolgte am 12. März 2023.

## Translohr

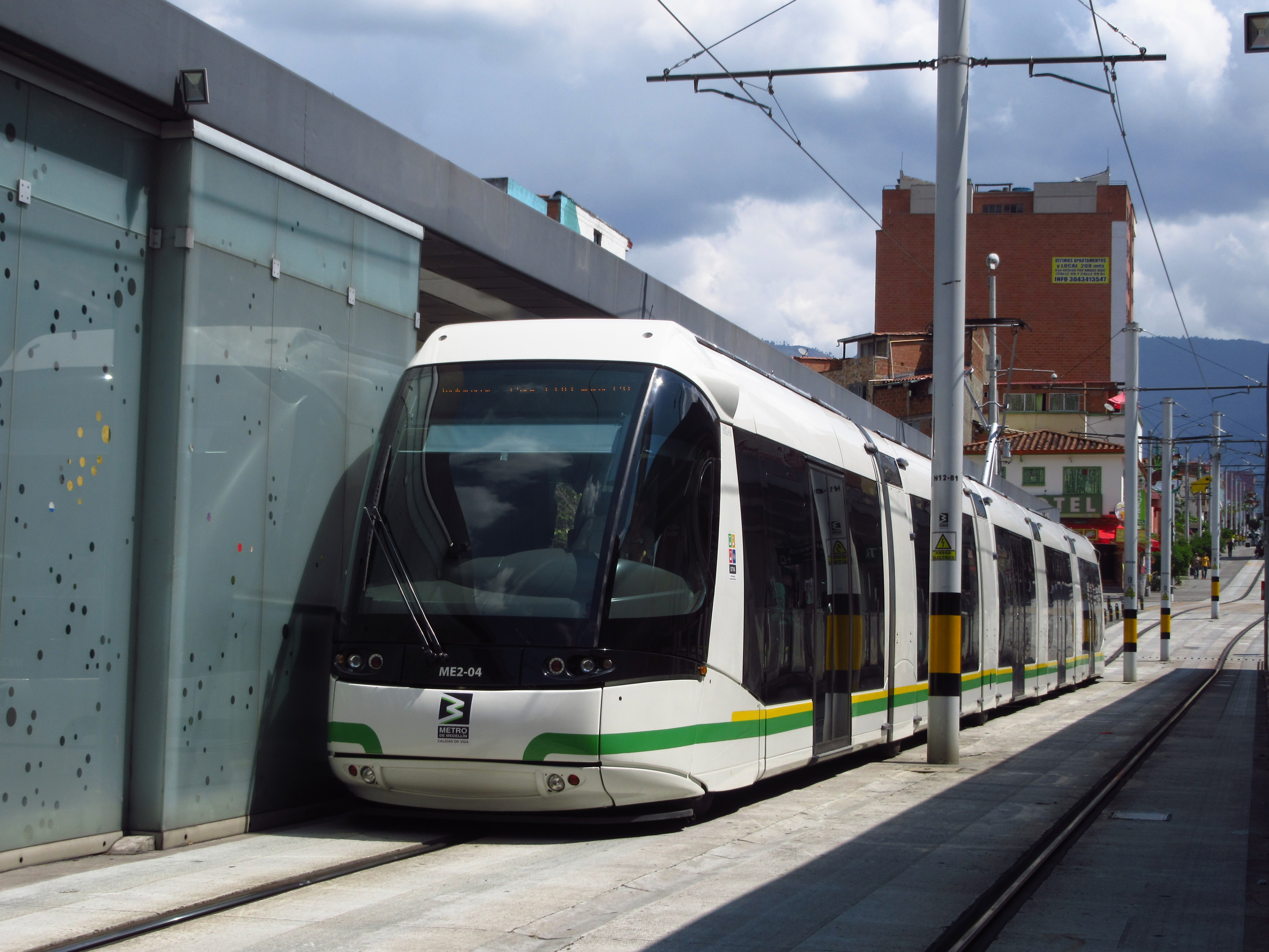
Translohr in Medellín

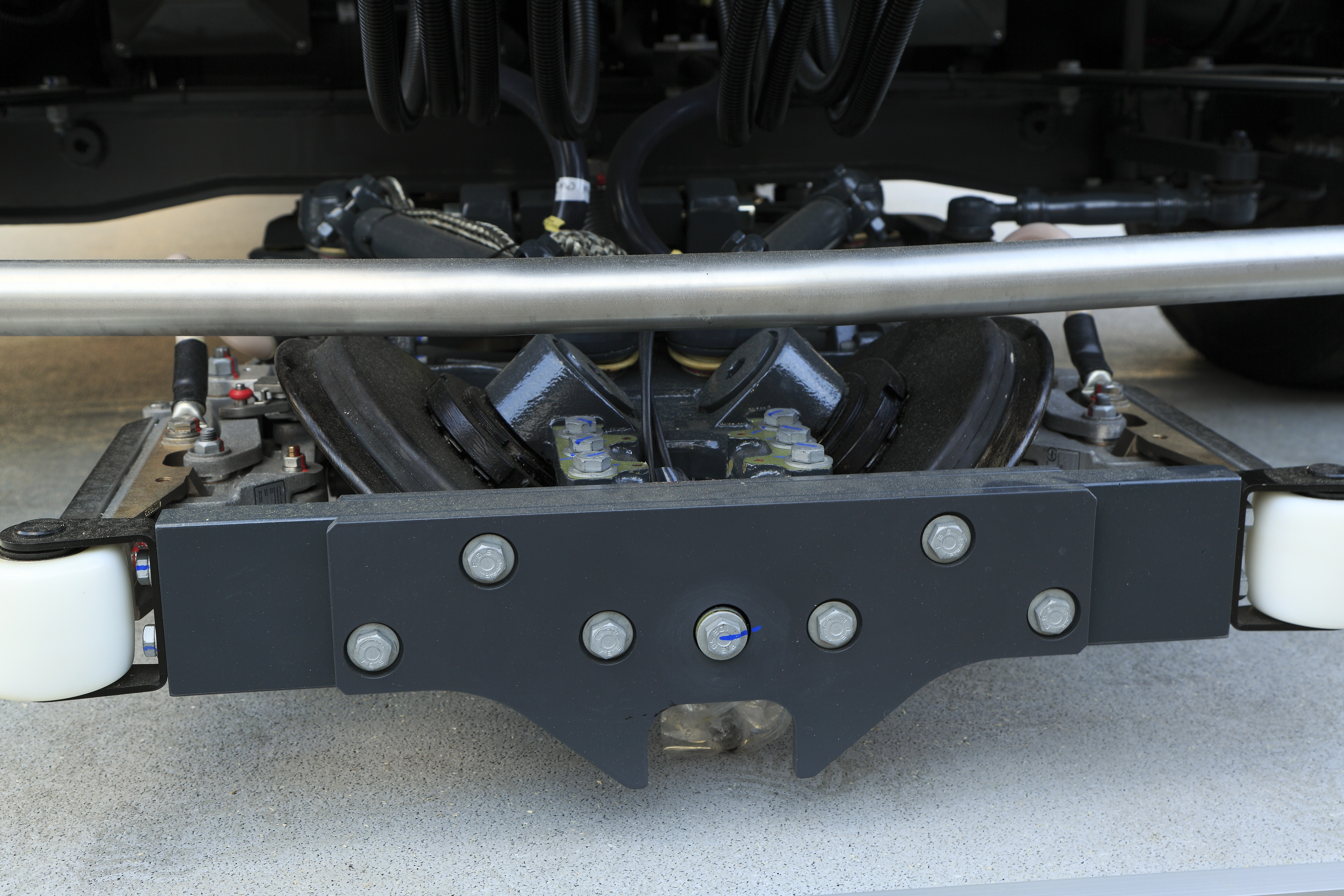
Translohr-Spurführungseinrichtung, hier in angehobener Lage an einem »Cityval«-Triebwagen für die Métro Rennes

Das Translohr-System wurde vom französischen Unternehmen Lohr Industrie in den 1990er Jahren entwickelt. Am 11. Juni 2012 wurde die „Straßenbahnsparte“ an Alstom und den Fonds stratégique d’investissement verkauft.
Obwohl die Entwicklung des Translohr in etwa zeitgleich mit dem TVR erfolgte, stagnierte das Projekt über viele Jahre hinweg. Erst Clermont-Ferrand, Sitz der Reifenfabrik Michelin und damit an gummibereiften Verkehrssystemen interessiert, verhalf mit einer ersten Anlage im Jahr 2006 dem Nahverkehrssystem zum Durchbruch. Michelin hatte schon Ende der 1920er Jahre gummibereifte Schienenfahrzeuge (Micheline) entwickelt und auch bei der Gummibereifung von Metro- und VAL-Systemen mitgewirkt.
Translohr ist eine Variante der Leitschienenbahn. Wie der O-Bahn-Versuchsträger O 305 GG sind die bisher ausgeführten Translohr-Fahrzeuge Zweirichtungswagen. Die Stromversorgung erfolgt über Dachstromabnehmer aus einer klassischen Fahrleitung, die Rückführung über die Leitschiene. Anders als bei TVR sind daher keine Wendeschleifen erforderlich, zusätzlich besteht die Möglichkeit der Mehrfachtraktion. Drei- bis sechsteilige Fahrzeuge mit Längen von 25 bis 46 Metern sind möglich. Die Fahrzeuge sind mit 2,20 Metern 30 Zentimeter schmaler als die TVR, die Höchstgeschwindigkeit mit 70 km/h identisch.
Die Translohr-Fahrzeuge können ihre Leitschiene im Betrieb nicht verlassen und benötigen sie auch in den Abstellanlagen der Depots. Die Spurführung erfolgt pro Achse durch zweimal zwei schräggestellte Räder mit jeweils einem Spurkranz, die in einem Winkel von 90 Grad zueinander stehen und die Führungsschiene seitlich umfassen. Dies begünstigt – im Gegensatz zum TVR – die Reibungsverhältnisse zwischen Gummireifen und Fahrbahn, da kein Druck auf die Schiene ausgeübt werden muss, zudem sind die Fahrzeuge durch das formschlüssige Umgreifen der Leitschiene entgleisungssicherer.
Seit 2015 bestehen in vier Ländern insgesamt sieben Translohr-Systeme. Außer dem Translohr Clermont-Ferrand sind dies die Linien T5 und T6 im Pariser Umland, Padua und Venedig-Mestre in Italien, Tianjin und Shanghai in der Volksrepublik China sowie die Ayacucho Tram Medellín in Kolumbien. Ende 2018 wurde die Produktion eingestellt.
Die Translohr-Spurführungseinrichtung wurde auch für das System Neoval übernommen.

## Systemübersicht
|                                | TVR in Nancy                                         | TVR in Caen                             | Translohr                            |
| ------------------------------ | ---------------------------------------------------- | --------------------------------------- | ------------------------------------ |
| Prinzip                        |                                                      |                                         |                                      |
| Spurführung                    | partiell                                             | durchgehend, außer Zufahrt zum Depot    | durchgehend                          |
| Oberleitung                    | zweipolig                                            | einpolig                                | einpolig                             |
| Rückstrom über Führungsschiene | nein                                                 | ja                                      | ja                                   |
| Stromabnehmer                  | zwei Stangen                                         | Einholm                                 | Einholm                              |
| Betriebsform                   | Einrichtungswagen                                    | Einrichtungswagen                       | Zweirichtungswagen                   |
| Gliederung                     | dreiteilig                                           | dreiteilig                              | drei-, vier-, fünf- oder sechsteilig |
| Gelenkportal                   | nein                                                 | nein                                    | ja                                   |
| Mehrfachtraktion möglich       | nein                                                 | nein                                    | ja, Doppeltraktion                   |
| Kraftfahrzeugkennzeichen       | ja                                                   | ja                                      | nein, außer in Shanghai              |
| Hilfsantrieb                   | Diesel                                               | Diesel                                  | Batterie                             |
| Einsatz ohne Führungsschiene   | ja, frei lenkbar (mit Oberleitung oder Hilfsantrieb) | ja, frei lenkbar (nur mit Hilfsantrieb) | nein, nicht frei lenkbar             |